# Larry Hogan (Theologe)
Larry P. Hogan (* 26. Oktober 1942 in New Britain) ist ein österreichischer römisch-katholischer Theologe und Professor für Altes Testament an der Katholischen Hochschule ITI in Trumau und Priester der Erzdiözese Wien, zugleich ist er griechisch-katholischer Priester.
Hogan studierte Philosophie, Psychologie und Theologie in Rochester, New York. Nach der Priesterweihe 1968 arbeitete er in vielen pastoralen und ökumenischen Diensten in den Vereinigten Staaten und in Kanada, bevor er 1986 sein Spezialstudium an der Hebräischen Universität in Jerusalem mit einer Dissertation über das Thema Heilung in der Zeit des zweiten Tempels abschloss. Larry Hogan ist seit mehr als 40 Jahren als Exorzist tätig und seit 2001 offizieller „Beauftragter im Befreiungsdienst“ der Wiener Erzdiözese. Von 2006 bis 2014 war er als Nachfolger von Michael Waldstein Rektor des ITI. 2015 lehrte Hogan an der Philosophisch-Theologischen Hochschule Benedikt XVI. als Gastdozent.